# Јокино врело
Јокино врело је туристичко-спортски комплекс на Златибору. Налази се на два километра од магистралног пута Ужице—Златибор, на путу према Мокрој Гори.
Комплекс је настао преграђивањем речице и добијањем дела за купање и вештачког језера погодним за рекреативно пецање. Комплекс још садржи ресторан и бунгалове за смештај гостију. 